# Nightbane
Nightbane est un jeu de rôle d'horreur contemporaine édité par Palladium à la fin des années 1990 et utilisant le même système de jeu que tous les autres produits de la gamme Rifts.
Le jeu a tout d'abord été publié sous le nom de Nightspawn, mais a été rebaptisé Nightbane, après des problèmes juridiques avec Todd McFarlane et son personnage Spawn.
C'est un univers indépendant et unique.

## L'univers deNightbane

### Le Dark Day
Le 6 mars 2000 à 6h02 du matin, la Terre est recouverte de ténèbres, bloquant même les rayons du soleil. Alors que les plus pieux pensent à la fin du monde, les gouvernements accusent leurs voisins et on assiste à des scènes de pillage, d'émeute, de viol et de meurtre. Les centres d'urgences sont vite remplis et les bureaux de police croulent sous les appels de gens ayant aperçu ou combattu des monstres. Des milliers de personnes disparaissent purement et simplement.
Pendant cette période appelé le « Jour Sombre » (Dark Day), certaines personnes se transforment en monstres inhumains. Une partie d'entre eux sont tués par la population effrayée, certains se suicident. Ceux qui survivent apprennent à reprendre leur forme humaine. Ces créatures sont les nightbanes ou nightspawns, les « rejetons nocturnes ».

### Les ennemis
Ce que les gens ignorent, c'est que le Dark Day était le plan d'invasion d'un peuple venant d'une autre dimension. Ces êtres sont les Ba'al-ze-neckt (Seigneurs de la nuit), ou simplement les « Ba'al ». Les Ba'al sont un peuple de vampires psychiques, autrefois de puissants sorciers déchus, chassés dans l'Antiquité par les peuples refusant leur constante demande de sacrifice d'enfants. Ils furent bannis dans les « Terres de la nuit » (Nightlands), et ont depuis affaibli suffisamment la barrière entre les deux mondes pour pouvoir infiltrer la Terre.
Les Ba'al sont servis par d'autres créatures : 
- les Princes de la nuit : des vassaux Ba'al-Zebul, maîtres des illusions ;
- les Avatars : des êtres loyaux créés par la magie des Ba'al, sortes de versions plus humaines d'eux-mêmes ;
- les Doppelgängers : les doubles habitant les Nightlands, qui servent de nourriture aux Nightlords ; ils vivent dans une sorte d'autisme jusqu'à leur « réveil » ; ils sont à la fois les reflets et le côté négatif de leur « autre » humain ;
- Les Ashmedai : des grands vers métamorphes ;
- les « hommes creux » (Hollow Men) : des créatures insectoïdes qui créent des carapaces externes ressemblant à un homme ;
- la Meute : les soldats des Ba'al, forts, implacables et très dangereux ;
- les Chasseurs : des versions ailées de la Meute.

### Les factions
Les personnages peuvent rejoindre des factions, aux objectifs différents : 
- l'Underground Railroad : réseau discret visant à aider les Banes à se cacher de leurs ennemis, et à survivre.
- la Resistance : formée par des Banes dans le but de combattre et d'éliminer les Nightlords.
- les Warlords : multiples gangs de Banes utilisant leurs pouvoirs pour dominer leur territoire.
- les Seekers : faction humaine de mystiques et de mages cherchant des reliques et des artefacts.
- les Nocturnes : faction vampire.
- les Lightbringers : faction mystérieuse des Gardiens.
- le Spook Squad : faction humaine constituée d'anciens agents du FBI et de la CIA.

### Les lieux
- Les Nightlands
- Le plan du rêve (Dreamstream) : création du subconscient collectif de l'Humanité, où l'on trouve des rêves et des désirs perdus, mais aussi des cauchemars vivants, et des créatures surnaturelles comme les Dévoreurs de Pêché.
- Le plan astral : domaine fantastique infini de nuages et de brume, où règnent les mystères.

## Publications
Nightbane n'a pas été traduit.
- Nightbane/Nightspawn (1995) : livre de règles, et description de l'univers, permettant de jouer ;
- Between The Shadows (1996) : supplément de règles et de description du monde ;
- Nightlands (1996) : sourcebook
- Through the glass darkly (1997) : Supplément de règles et de background ;
- Shadows of Light (2003) : sourcebook
- Nightbane survival guide (2009) : sourcebook